# 1006
1006（千六、一〇〇六、せんろく）は自然数、また整数において、1005の次で1007の前の数である。

## 性質
- 1006は合成数であり、約数は 1, 2, 503, 1006 である。
  - 約数の和は1512。
- 301番目の半素数である。1つ前は1003、次は1007。
- 各位の和が7になる37番目の数である。1つ前は700、次は1015。
- 1006 = 32 + 62 + 312 = 52 + 92 + 302 = 62 + 212 + 232 = 92 + 142 + 272 = 92 + 212 + 222
  - 3つの平方数の和5通りで表せる67番目の数である。1つ前は985、次は1009。(オンライン整数列大辞典の数列 A025325)
  - 異なる3つの平方数の和5通りで表せる50番目の数である。1つ前は985、次は1011。(オンライン整数列大辞典の数列 A025343)
- 1006 = 33 + 53 + 53 + 93
  - 4つの正の数の立方数の和で表せる286番目の数である。1つ前は1003、次は1007。(オンライン整数列大辞典の数列 A003327)

## その他 1006 に関連すること
- 西暦1006年
- 紀元前1006年
- ダイコンの繊切り「千六本」（但し語源は中国語のチェンロープで数字は当て字）。
- 日本の小学校6年間で習う漢字の総数（ただし2019年度まで。詳細は教育漢字の記事を参照）。